# Céreste
Céreste é uma comuna francesa na região administrativa da Provença-Alpes-Costa Azul, no departamento dos Alpes da Alta Provença. Estende-se por uma área de 32,54 km². Em 2010 a comuna tinha 1 224 habitantes (densidade: 37,6 hab./km²).
Possivelmente pode ser identificada com a mansão galo-romana da via Domícia chamada Catuíaca (em latim: Catuiaca).